# شخص طبيعي (قانون)
الشخص الطبيعي هو الإنسان، أي هذا الكائن الحي الذي يتميز عن غيره من الكائنات الحية الأخرى كالحيوانات والنباتات بالعقل. فكل إنسان هو شخص لأنه صالح للتمتع بالحقوق والتحمل بالواجبات، بل إن الطفل والمجنون لهما شخصية قانونية رغم انعدام الإرادة والإدراك لديهما.

على أنه إذا كانت الشخصية القانونية تثبت لكل إنسان في الوقت الحاضر، وأنه هو وحده الذي يمكن أن يكتسب الحقوق وأن يتحمل بالالتزامات، إلا أن نطاق شخصيته يتأثر بمجموعة صفات تحدد حالته فنطاق الشخصية يختلف مثلاً تبعاً ما إذا كان الشخص مواطناً أو أجنبياً، إذا يتمتع المواطن ببعض الحقوق لا يتمتع بها الأجنبي.

## في التشريع
في التشريع الإنسان الطبيعي إنساناً حقيقياً بعكس الشخصية الاعتبارية، قد تكون بجهةٍ خاصة «كالمنشأة التجارية» أو بجهةٍ عامة «كالمنظمة الحكومية».
إن الأساس لحقوق الإنسان في كثيرٍ من الأحيان لا يُمنح ضمنياً إلا للإنسان الطبيعي، وعلى سبيل المثال: التعديل الدستوري التاسع عشر للولايات المتحدة الأمريكية، والتي تنصُّ على أنّ حق التصويت متاحٌ للجميع ولا يمكن أن يُحرم الإنسان منه بناءً على جنسه أو على القسم الخامس عشر الخاص بالميثاق الكندي للحقوق والحريات والذي يضمن حقوق المساواة المنطبقة على الشخص الطبيعي فقط. هناك مثال آخر للتمييز بين الشخص الطبيعي والشخص المعنوي، وهو أنّ باستطاعة الشخص الطبيعي احتلال مناصب بالوظائف العامة حتى لا يُحصَر في طوق الشركات أو المؤسسات الخاصة. على كلّ حال فإن بعض الشركات أو المؤسسات لها القدرة التامة على رفع دعوى قضائية أو امتلاك كل ما يخصّها كالشخص الاعتباري مثلاً.

## مميزات الشخص الطبيعي
يتميز الشخص الطبيعي بمجموعة من الخصائص أو المميزات تميزه عن غيره، من هذه الخصائص نجد:
- الحالة التي يقصد بها مركز الشخص بالنسبة إلى دولة معينة، أو بالنسبة إلى أسرة معينة، أو بالنسبة لانتمائه إلى دين معين في بعض الأحيان.
- الاسم الذي يعد الوسيلة أو العلامة التي تساعد على التعرف عليه.
- الموطن الذي يتيح العثور على مكانه الذي يقيم فيه.
- الذمة المالية.
- الأهلية.

## الحالة
يقصد بها مجموعة الأوصاف التي إن توافرت في شخص حددت مركزه القانوني، فجعلته صالحاً لاكتساب نوع معين من الحقوق والتحمل بنوع من الواجبات. ما كان ليكتسبها أو ليتحمل بها لو لم تتوافر فيه هذه الصفات. وبمعنى آخر فالحالة هي مركز الشخص من حيث الدولة أو الأسرة أو الدين. فكل إنسان يتصف بخصائص أو صفات من حيث انتمائه إلى دولة معينة، أو إلى أسرة معينة، أو إلى عقيدة معينة، ويترتب على تحديد مركز الشخص من هذه النواحي الثلاث نتائج وآثار قانونية تتفاوت في أهميتها بسبب تشريعات الدول المختلفة. ويطلق على انتماء الشخص لدولة معينة الحالة السياسية، كما يطلق على ارتباط الشخص بأسرة معينة الحالة المدنية، وعلى اعتناق الشخص لدين معين الحالة الدينية.

## الاسم
هو لفظ أو علامة يستخدم لتحديد الإنسان وتمييزه عن غيره، فكل شخص سواء كان طبيعياً أو معنوياً يجب عليه أن يحمل اسماً من شأنه أن يسمح يتمييزه عن غيره من الأشخاص، ويرى الفقه أنه يلزم في الاسم ألا يكون مثيراً للسخرية، أو الحزن أو الأسى أو مخلاً بالحياء أو الشعور العام الوطني أو الديني.

## الموطن
الموطن هو المكان الذي يباشر فيه الشخص أعماله